# خلیمن
خلیمن (به هلندی: Glimmen) یک منطقهٔ مسکونی در هلند است که در هارن، خرونینگن واقع شده‌است. خلیمن ۱٬۷۰۰ نفر جمعیت دارد.

## نگارخانه

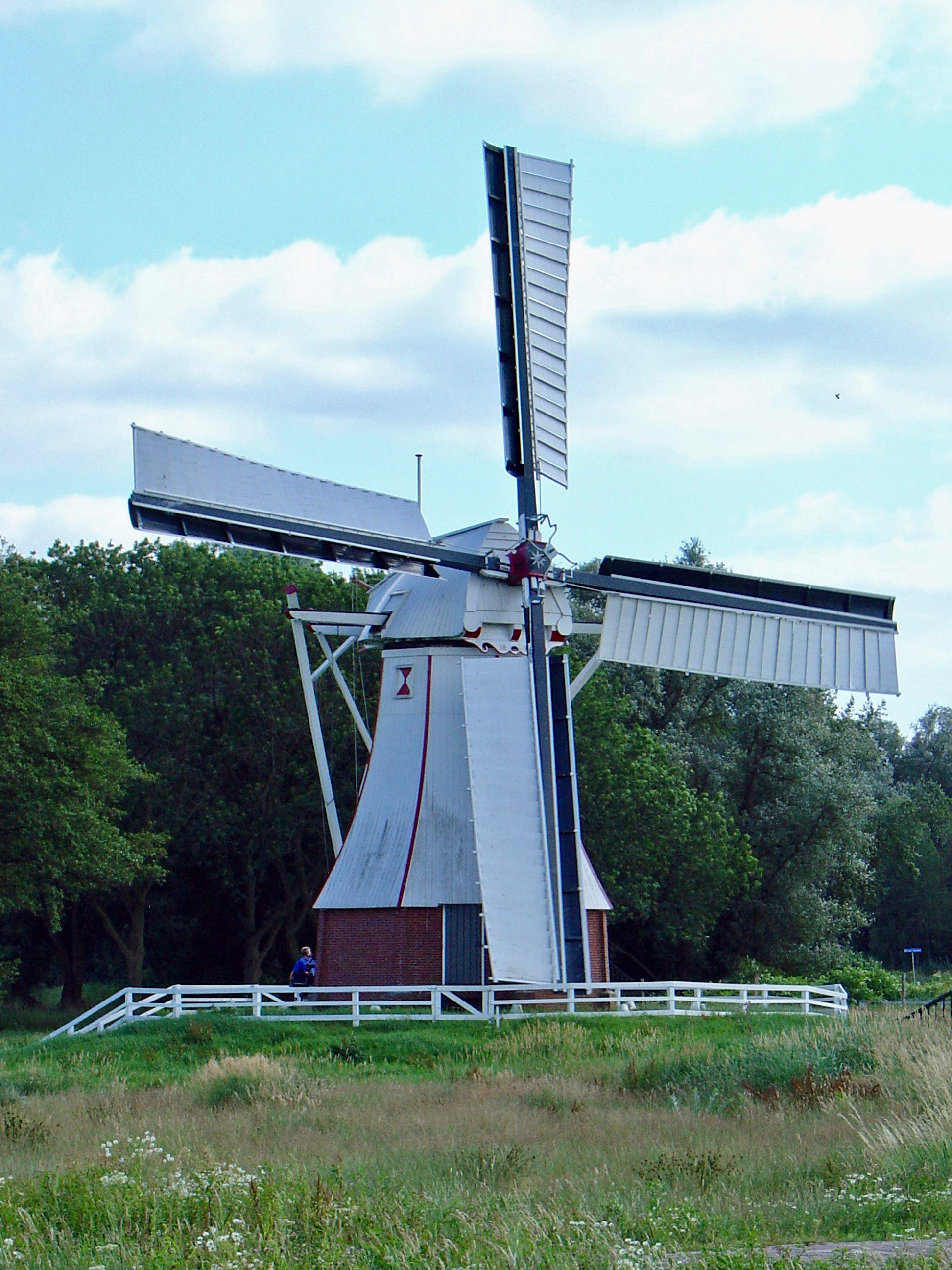
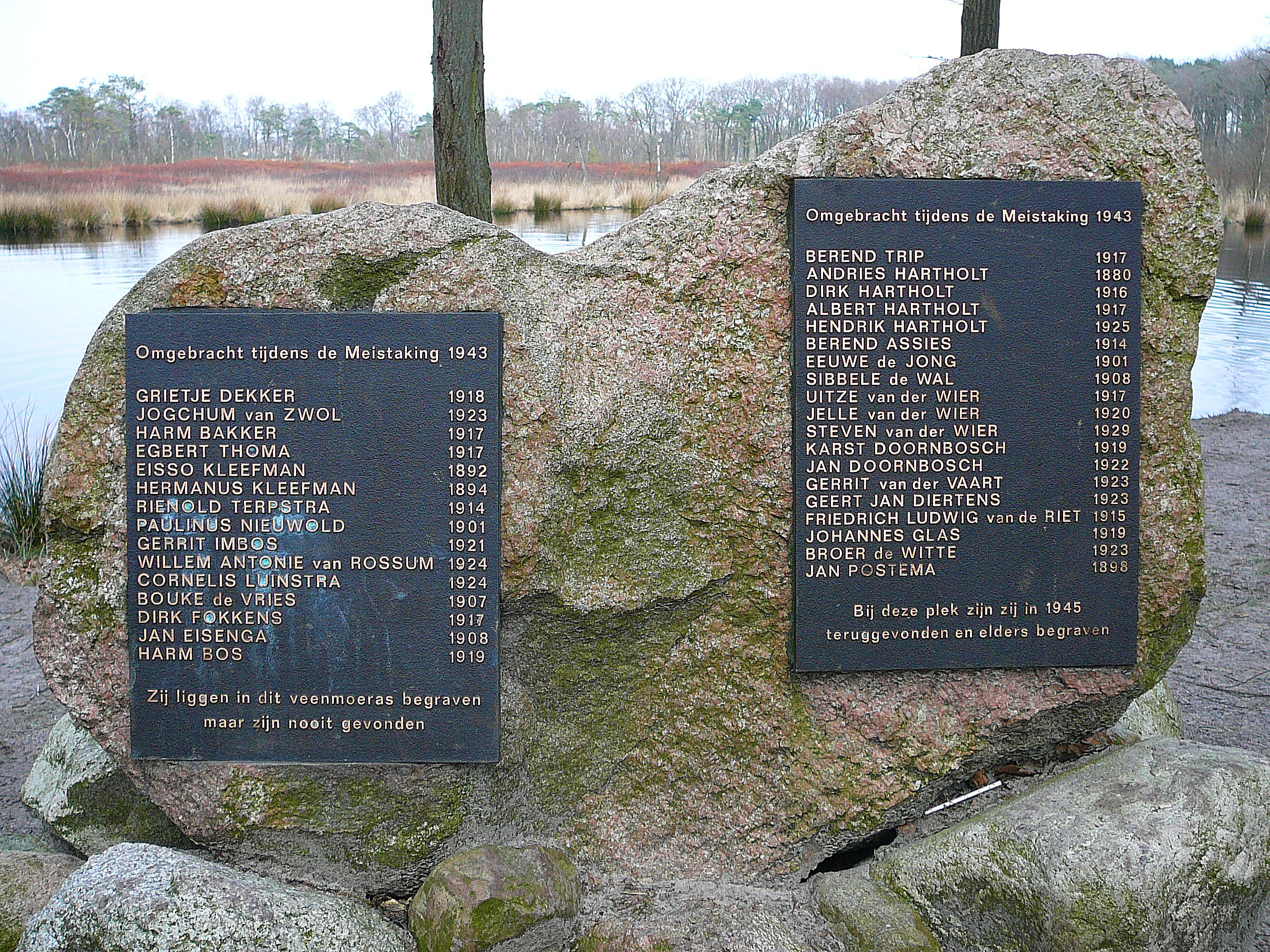